# Histoires drôles et drôles de gens
Histórias Cómicas e Gente Cómica (1983) é um filme dos Camarões realizado por Jean-Pierre Dikongué Pipa.

## Sinopse
Um contador de histórias, cheio de humor, conta como os seus compatriotas imitam os hábitos dos brancos e "as suas coisas".
Ele apresenta vários casos: um suposto fazendeiro e empresário é tramado pelo seu próprio funcionário por não lhe pagar o salário. Um jovem salta com uma sombrinha do alto de uma árvore como os pára-quedistas que viu na cidade. E seguem-se outras histórias tanto patéticas como cómicas. No epílogo, o próprio contador de histórias acaba por ser gozado numa tasca em Paris, mas ele lida com a situação com simpatia e humor.
Último filme do realizador Jean-Pierre Dikongué Pipa, esteve 'esquecido' durante mais de duas décadas. 

## Ficha artística
- Anderson-André Bodjongo
- Marguerite Ngandong
- André Njuega